# Wilhelmine Mayer

Wilhelmine Mayer

Wilhelmine Mayer, geborene Closs (* 31. Juli 1816 in Winnenden; † 7. Juni 1899 in Heilbronn) war die Ehefrau des Arztes und Physikers Robert Mayer.
Wilhelmine Mayer war eine Tochter des Winnender Stadtpflegers Johann Friedrich Cloß (1783–1856) und dessen Frau Johanna, geb. Ebersperger. Wilhelmine wurde von den Eltern „das gescheite Minele“ genannt.
Ihr Bruder Friedrich Cloß (1813–1877) wurde ein erfolgreicher Kaufmann und Fabrikant. Ihre Schwester Johanna wurde die Mutter des Heilbronner Oberbürgermeisters Paul Hegelmaier. Ihre Schwester Christiane „Nanette“ Auguste Johanna (1819–1902) wurde die Ehefrau von Richard Rümelin.
1842 heiratete Wilhelmine den Oberamtswundarzt Robert Mayer. Das Paar wurde von Gustav Rümelin getraut. Dem Ehepaar wurden sieben Kinder geboren, von denen vier vorzeitig starben. Die Familie wohnte in Heilbronn, Kirchhöfle 13.
In Kaufbeuren ist eine Straße nach ihr benannt.